# Super Bass
Super Bass ist ein Lied der Rapperin und Sängerin Nicki Minaj aus ihrem Debüt-Album Pink Friday. Es stammt von der Deluxe-Edition des Werkes und wurde von Minaj zusammen mit Daniel Johnson und Ester Dean geschrieben. US-Stars wie Taylor Swift und Selena Gomez coverten das Lied. Der Song eroberte die Charts der Vereinigten Staaten und des Vereinigten Königreiches in kürzester Zeit. In Deutschland hatte Minaj bislang mit Where Them Girls At zusammen mit David Guetta und Flo Rida ihren ersten Hit. Minaj stellte das Lied erstmals bei den Billboard Music Awards 2011 vor.

## Musikvideo
Super Bass ist eine weitere Video-Auskopplung aus Minajs Debüt-Album Pink Friday. Das Video wurde bereits im März 2011 gedreht, die Premiere war jedoch erst am 5. Mai 2011. Direktor war Sanaa Hamri.
Minaj erzählt in dem Song die Geschichte eines Jungen, auf den sie ein Auge geworfen hat und dessen Aufmerksamkeit sie auf spielerische Weise zu erlangen versucht. Sie beschreibt, wie sie mit ihrem Traummann in einem Club flirtet.
Das Video beginnt mit einer Nahaufnahme Minajs. Sie öffnet die Augen und beginnt zu blinzeln, während gleichzeitig die Musik einsetzt. Minaj tritt zunächst im Barbie-Style mit bizarrem Gesichtsausdruck auf, lächelt im späteren Verlauf aber sehr viel, und wirkt zarter als man es von ihr gewohnt ist. Zu Beginn des Videos trägt sie eine pinke Perücke, die später durch eine grüne ersetzt wird. Ein pinker Ferrari, ein pinkes Flugzeug und ein rosa Pool sind zu sehen. Generell ist Pink die beherrschende Farbe des Videos. Neben identisch gekleideten Background-Tänzerinnen fallen im Hintergrund vier riesige, aus Eisblöcken bestehende Lautsprecher auf. Minaj flirtet mit einigen muskulösen farbigen Männern und reitet in einem hautengen rosa Ganzkörperanzug auf einem Motorrad aus Eis. Ihre pinken Lippen, Haare und Make-up leuchten gegen Ende des Videos im Schwarzlicht während sie in tanzenden Bewegungen am Schoß ihres Partners entlang streicht. Diese Glow-in-the-dark-Szene bildet den Höhepunkt des Videos, der nicht nur farblich, sondern auch musikalisch von den vorangehenden Szenen scharf getrennt ist. Die Schlussszene zeigt, wie sich Minaj leicht in ihren eigenen Zeigefinger beißt.

## Kommerzieller Erfolg

### Chartplatzierungen
In der Woche zum 14. Mai 2011 debütierte Super Bass in den amerikanischen Billboard Hot 100 auf Platz 98. In der folgenden Woche stieg das Lied um fünfzig Positionen auf Platz 48. In seiner vierzehnten Woche erreichte das Lied Platz 3 der Billboard Hot 100 und wurde das bisher erfolgreichste Lied ihrer Karriere. Bis Ende Juni 2011 verkaufte sich das Lied in den Vereinigten Staaten über 2.000.000-mal. Damit ist Super Bass das erste Lied einer Rapperin das über 2 Millionen Mal verkaufen wurde. In den Vereinigten Staaten ist das Lied auch das erfolgreichste einer weiblichen Rapperin seit Missy Elliotts Work It (Platz 2) aus dem Jahr 2002 und der fünfte Rapsong einer Rapperin überhaupt, der es in die amerikanischen Top-5 schaffte. Am 19. Juni stieg Super Bass in den britischen Singlecharts auf Platz 46 ein und erreichte am 31. Juli 2011 Platz 10. Das Lied verbrachte sechs Wochen innerhalb der britischen Top 20 und wurde schließlich ihr erster Top-Ten-Hit als Solo-Künstlerin und ihr bis dahin größter Solo-Erfolg in Großbritannien.
| ChartsChartplatzierungen       | Höchstplatzierung | Wochen |
| ------------------------------ | ----------------- | ------ |
| Österreich (Ö3)                | 42 (6 Wo.)        | 6      |
| Schweiz (IFPI)                 | 58 (3 Wo.)        | 3      |
| Vereinigte Staaten (Billboard) | 3 (39 Wo.)        | 39     |
| Vereinigtes Königreich (OCC)   | 8 (49 Wo.)        | 49     |

| ChartsJahrescharts (2011)      | Platzierung |
| ------------------------------ | ----------- |
| Vereinigte Staaten (Billboard) | 8           |
| Vereinigtes Königreich (OCC)   | 30          |

| ChartsJahrescharts (2010–2019) | Platzierung |
| ------------------------------ | ----------- |
| Vereinigte Staaten (Billboard) | 94          |

### Auszeichnungen für Musikverkäufe
| Land/Region                  | Auszeichnungen für Musikverkäufe (Land/Region, Auszeichnung, Verkäufe) | Verkäufe   |
| ---------------------------- | ---------------------------------------------------------------------- | ---------- |
| Australien (ARIA)            | 11× Platin                                                             | 770.000    |
| Brasilien (PMB)              | 3× Platin                                                              | 180.000    |
| Dänemark (IFPI)              | Platin                                                                 | 90.000     |
| Deutschland (BVMI)           | Gold                                                                   | 150.000    |
| Italien (FIMI)               | Gold                                                                   | 50.000     |
| Japan (RIAJ)                 | Gold                                                                   | 100.000    |
| Neuseeland (RMNZ)            | 4× Platin                                                              | 120.000    |
| Norwegen (IFPI)              | 2× Platin                                                              | 80.000     |
| Vereinigte Staaten (RIAA)    | Diamant + 2× Platin                                                    | 12.000.000 |
| Vereinigtes Königreich (BPI) | 3× Platin                                                              | 1.800.000  |
| Insgesamt                    | 3× Gold · 26× Platin · 1× Diamant ·                                    | 15.330.000 |

Hauptartikel: Nicki Minaj/Auszeichnungen für Musikverkäufe